# Église de la sainte famille de Nazareth
Pour les articles homonymes, voir Église de la Sainte-Famille.
L’église de la Sainte-Famille de Nazareth (finnois : Nasaretin pyhän perheen kirkko) est une église catholique située dans le quartier de Koskela à Oulu en Finlande.

## La paroisse
La paroisse de la Sainte Famille de Nazareth est fondée en 1992 et elle comprend les provinces d'Ostrobotnie du Nord et de Laponie. 
Cependant, le prêtre catholique Marino Trevisini avait commencé à Oulu dès 1986.

## Architecture
Conçu par l'architecte italo-suisse Gabriele Geronzi, le bâtiment de l'église est situé dans le quartier de Koskela, à environ 4 ou 5 km du centre d'Oulu.
Le pape Jean-Paul II a béni la première pierre de l'église lors de son voyage en Finlande en 1989 et la première partie du bâtiment est achevée en 1991. 
La deuxième partie est achevée en 2000.